# Smrečany
Smrečany (in ungherese Szmrecsán) è un comune della Slovacchia facente parte del distretto di Liptovský Mikuláš, nella regione di Žilina.